# Château de l'Étoile (Authon)
Le château de l'Étoile est un château situé à Authon (Loir-et-Cher). 
Il est inscrit au titre des monuments historiques par arrêtés du 27 août 1953 et 11 septembre 2006.

## Historique
Le château appartenait à la belle-famille du président français Valéry Giscard d'Estaing, qui y est mort en 2020, et est enterré à proximité.

## Description

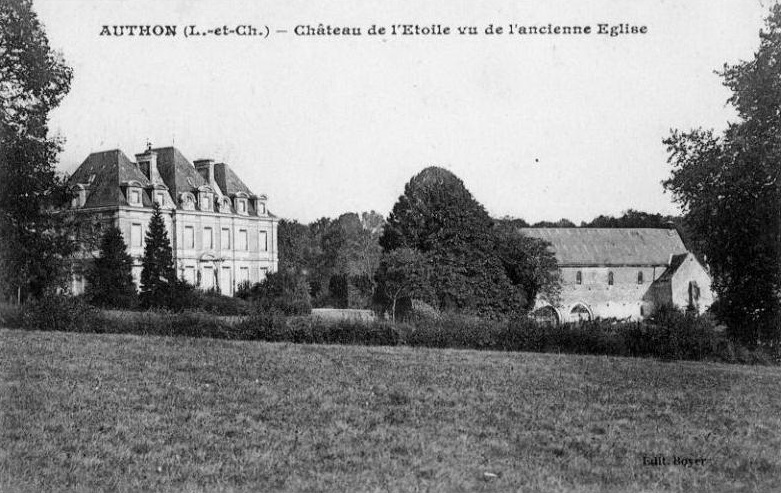
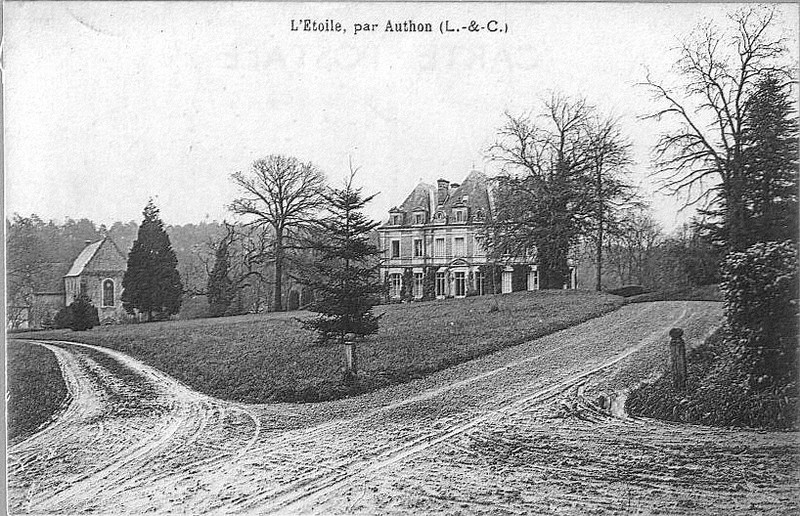